# Augustus (1952)
El Augustus fue un transatlántico construido en Italia entre 1949 y 1952 para la naviera Italian Line. Era el buque gemelo del Giulio Cesare, que fue botado en el mismo año. Ambos navíos fueron construidos con el mismo diseño y con especificaciones muy similares. Después de ser vendido a Hong Kong, el Augustus navegó bajo cinco nombres diferentes, hasta que fue retirado del servicio marítimo en 1987, siendo vendido al Hotel Manila y renombrado como Philippines, operando como un hotel flotante atracado a los muelles de Manila hasta 2012, año en el que el hotel fue cerrado, y posteriormente, el barco fue vendido para su desguace.

## Concepto y construcción
Tras el final de la Segunda Guerra Mundial, la Italian Line perdió muchos de sus transatlánticos, incluidos sus buques insignia, el Rex y el Conte di Savoia, por lo que se planeó construir dos nuevos transatlánticos de 27 000 TRB (toneladas de registro bruto) para reemplazarlos en el servicio comercial. 
El Augustus, junto a su gemelo, el Giulio Cesare, se convirtieron en un símbolo de impresión de poder y belleza. Ambos barcos contaban con una superestructura curvada, mástiles modernos, una enorme chimenea y una agraciada popa. Su belleza exterior restringida a la captación de las normas, junto con un puente de alas esculpidas gratamente, una evocadora nuca e incluso un respiradero incorporados en la base de la chimenea de popa, les valieron a ambos buques el apodo de "robots" por su forma extraordinaria.
Los dos navíos constituyeron dos de los nuevos buques de correo italianos construidos tras la guerra. El Augustus poseía 2 motores diésel de 12 cilindros de Fiat, con una generación de base de 24 000 CV de fuerza que hacían mover las dos hélices a una velocidad de servicio de 21 nudos.
El Augustus y su gemelo fueron diseñados para navegar en la ruta comercial entre Europa y América del Sur. Por tanto, los interiores a bordo de ambas naves fueron diseñados para tener aire acondicionado y piscinas para cada una de las tres clases en las que se dividían las estancias para los pasajeros, aportando las mismas comodidades que se podían encontrar en hoteles de lujo. Esto convertiría al Giulio Cesare y al Augustus en símbolos de la tecnología moderna.

## Servicio

### Inicios y carrera en la Italian Line
Construido en el astillero Cantieri Riuniti dell Adriatico de San Marco cerca de Trieste, el Augustus fue botado al mar el 19 de noviembre de 1950 por Francesca De Gasperi (cónyuge del primer ministro de Italia). 
El 4 de marzo de 1952, realizó su viaje inaugural realizando la ruta entre Génova y Sudamérica, haciendo escala en los puertos de Nápoles, Cannes, Barcelona, Dakar, Río de Janeiro, Santos, Montevideo y Buenos Aires. Durante los primeros cuatro años de servicio, operó reslizando esta misma ruta. No obstante, la pérdida del Andrea Doria (que operaba en la ruta del Atlántico Norte para la misma compañía) en 1956, conllevó a la reasignación del Augustus en la ruta realizada por este último hasta 1960, cuando el Leonardo da Vinci entró en servicio. 
Poco después de regresar a su habitual ruta, el interior del Augustus fue modificado para transportar pasajeros divididos en dos clases: 180 en primera clase y aproximadamente 1000 en clase turista. Ésta y otras reformas también se hicieron al Giulio Cesare, por lo que ambos barcos continuaron siendo muy similares en apariencia.

### Interior y exterior del Augustus
El Augustus estaba dividido en nueve cubiertas: la cubierta del Sol, la cubierta Lido, la cubierta de botes, la cubierta de paseo, la cubierta superior y las cubiertas Vestíbulo A, B, y C.
La cubierta del sol, que abarcaba la cabina del timón, la sala de correspondencia, la sala de radio, las perreras, y las zonas de primera clase. 
En la cubierta Lido se encontraban los dormitorios de los oficiales, seguidos por los puentes de paseo para los pasajeros, un bar y la piscina de primera clase, así como los vestuarios que comunicaban con esta última.
La cubierta de botes comenzaba hacia la proa con otra zona de paseo, más estrecha que la de la cubierta Lido, que se ampliaba más hacia la zona donde se encontraban los botes salvavidas. Interiormente, este nivel se inició con el área de observación de primera clase, contigua al salón Belvedere, que estaban equipados con ventanas panorámicas con vistas a la proa del barco. 
Hacia el lado de estribor, a popa, se encontraba una sala de lectura. En la sección central, se encontraban los camarotes de primera clase.
Los diferentes niveles del barco estaban comunicados a través de unas magníficas escaleras decoradas con paneles de madera fina y magníficas barandillas de vidrio moderno. Además, había un ascensor, que unía las cubiertas del barco con la primera clase.
Las estancias constaban de suites de lujo a lo largo de la popa, áreas de paseo, un pequeño gimnasio, una sala de juegos y una sala de bronceado en el lado de estribor. La parte de popa de la cubierta de botes, que contaba con su propia piscina y bar, albergaba las instalaciones de la clase cabina. En los años 1960, al eliminar dicha clase, esta parte fue incorporada a las instalaciones de la clase turista.
La cubierta de paseo contaba con un segundo mirador de primera clase, discurriendo a lo largo de una zona de paseo acristalada para dichos pasajeros, comunicando con el fantástico salón principal, decorado con ventanas panorámicas y un mamparo curvado hacia popa adornado con esculturas y relieves de Mascherini realizados en bronce. El techo de este salón estaba abovedado y diseñado en forma circular, con el diseño del sistema de iluminación distribuido en forma de constelación.
En 1964, este salón fue remodelado y transformado en un auditorio. No obstante, el techo abovedado de la habitación no sufrió ninguna modificación.
El vestíbulo de la escalera de proa comunicaba con el vestíbulo que partía hacia los pasillos y áreas de paseo que continuaban hasta la zona de popa, ubicados a ambos lados de la nave. También, el vestíbulo comunicaba con el salón de baile de primera clase. Al igual que en el salón principal, La propia escalera estaba decorada con esculturas de Mascherini.

### Hong Kong y servicio como Philippines

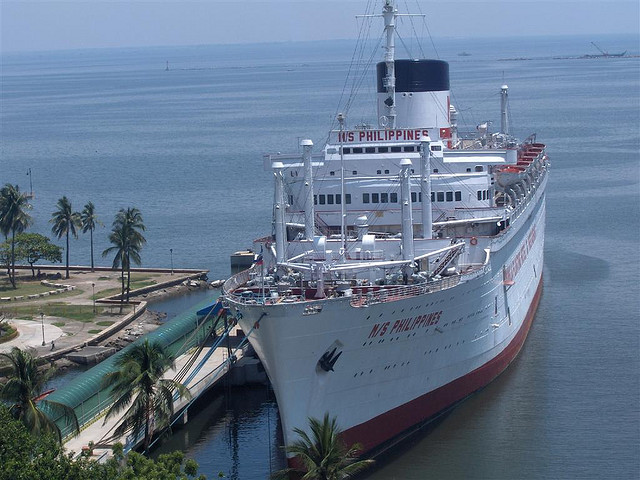
El Philippines atracado en Manila, Filipinas, como hotel flotante.

El Augustus fue retirado del servicio en enero de 1976. El 15 de enero de 1976, fue establecido en Nápoles. Fue vendido a Hong Kong y fue renombrado como Great Sea. Después de un breve periodo bajo este nombre, pasó a llamarse Ocean King en 1980. Y en 1983, fue rebautizado como Philippines. En ese momento, sirvió como buque de alojamiento en Manila. El barco pasó a llamarse President en 1985. Sin embargo, fue enviado a Kaohsiung, y en 1987, pasó a llamarse Asian Princess y en 1997, fue trasladado a la bahía de Subic, donde se convirtió en crucero. Sin embargo, el intento de esta empresa para obtener beneficios económicos del buque fracasaron, siendo revendido y trasladado de regreso a Manila. A mediados de 1998, fue llevado a un dique seco de Subic Bay para someterse a remodelaciones y en febrero de 1999, regresó a Manila, donde fue reabierto para su uso como hotel y restaurante.
El 2 de octubre de 1999, tras ser adquirido por el Hotel Manila, el buque fue anclado en el muelle nº 15 del puerto sur de Manila. Diez días después, en una ceremonia de gala a la que que asistió el presidente Estrada, el barco fue renombrado con el nombre Philippines y abierto al público. Debido a la inestabilidad política de los años 2000, el hotel fue cerrado temporalmente, aunque volvió pronto a reabrir sus puertas. Sin embargo, con el cierre definitivo del complejo en 2012, el barco fue puesto en venta. Varios compradores italianos expresaron su interés en comprarlo, pero nunca se cerró un acuerdo. Finalmente, el buque fue vendido como chatarra y desguazado en Alang (India).